# Tmetonyx albidus
Tmetonyx albidus är en kräftdjursart som först beskrevs av Georg Ossian Sars 1895.  Tmetonyx albidus ingår i släktet Tmetonyx, och familjen Lysianassidae. Arten har ej påträffats i Sverige.